# Macuahuitl
El macuahuitl (del náhuatl: makkwawitl ‘macana’) (AFI: [maːhˈkʷawit͡ɬ], plural: makkwawimeh) era un arma semejante a una maza, hecha de madera con filos incrustados de obsidiana, un cristal volcánico, a cada uno de sus lados.
Tiene muchas representaciones gráficas en diversos códices, pero solo un ejemplar sobrevivió a la Conquista de México, el cual formó parte de la Real Armería de Madrid hasta que fue destruido por un incendio en 1884. Solamente sobrevive su diseño original a partir de diversos catálogos de objetos, entre ellos el creado por el medievalista Achille Jubinal en el siglo XIX.

## Descripción

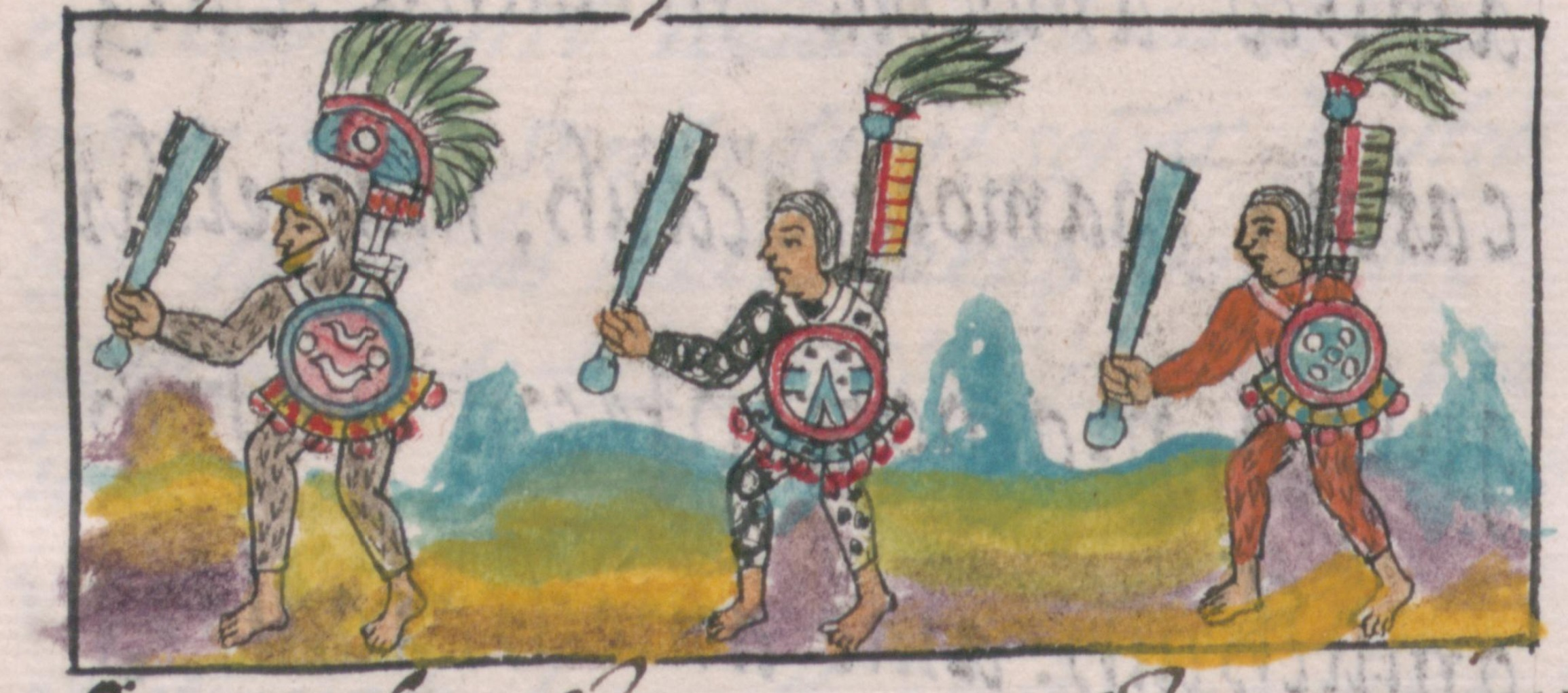
Guerreros mexicas con macuahuitl, Códice Florentino (Vol. IX).

Utilizada por los guerreros mexicas y de otras culturas del centro de México, fue ampliamente usada durante la Conquista española y la mayoría de los conflictos anteriores.
Los guerreros que usaban esta arma también utilizaron accesorios como el chimalli (un escudo redondo), el tlahwitolli (arco), y el atlatl o estólica (lanzadardos). Era capaz de infligir heridas muy graves y de difícil curación, con las navajas de obsidiana incrustadas en sus lados.
Según testimonios, el macuahuitl medía entre 91 y 120 cm de largo y 80 mm (3 pulgadas) de ancho, con un surco a lo largo de sus bordes, en el que se incrustaban las navajas de obsidiana o pedernal fijadas mediante un compuesto adhesivo y presión. La mayoría de las veces las navajas de obsidiana estaban incrustadas de forma discontinua e irregular, dejando algunos huecos a lo largo del arma, mientras que en otras ocasiones estaban colocadas de manera uniforme y muy juntas entre sí, formando un filo continuo. Podía ser usada a una o dos manos, y de esta última modalidad se han descrito ejemplares de hasta 160 cm de largo, de la "altura de un hombre".

## Ejemplares

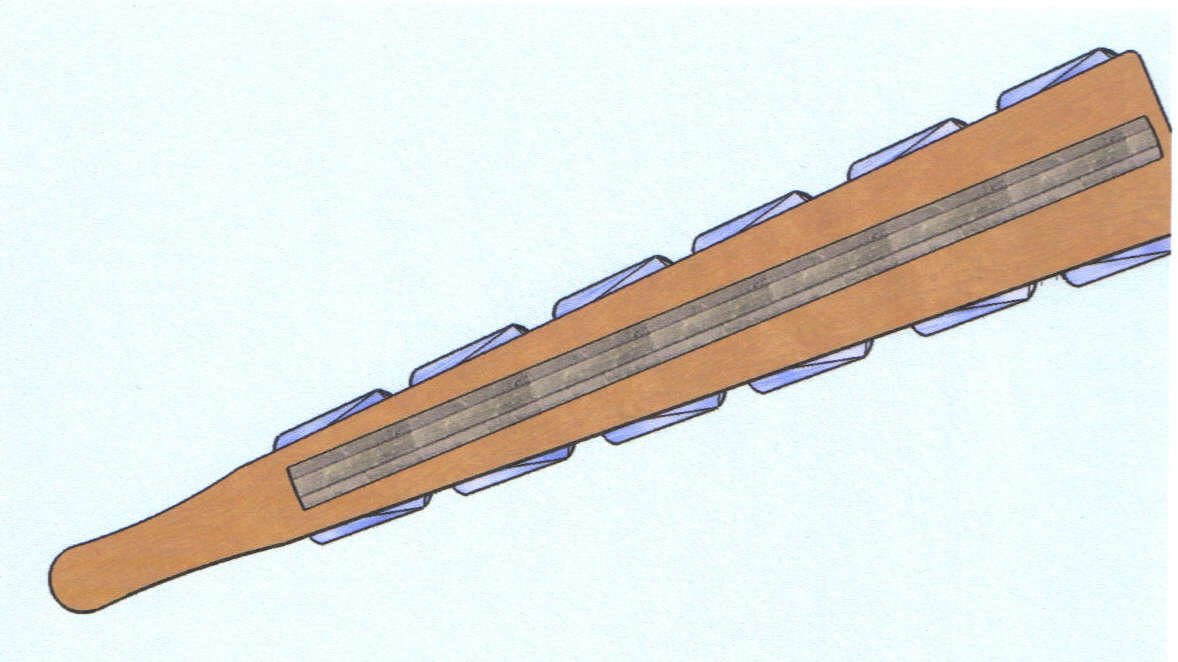
Ilustración moderna.

Según Ross Hassig, el último macuahuitl auténtico fue destruido en 1884 por un incendio en la Real Armería de Madrid, donde se encontraba al lado de la última tepoztopilli. Sin embargo, según el arqueólogo Marco Cervera Obregón, de la Escuela Nacional de Antropología e Historia (ENAH), se supone que al menos un macuahuitl se encuentra guardado en un almacén del Museo Nacional de Antropología (México), pero está posiblemente perdido.
No hay macuahuitl originales que hayan sobrevivido a la era moderna, y el conocimiento actual de ellas proviene de relatos e ilustraciones que datan de principios del siglo XX.

## Orígenes y distribución
El macuahuitl precedió a los mexicas. Herramientas hechas de fragmentos de obsidiana fueron utilizadas por algunos de los primeros grupos mesoamericanos. La obsidiana era usada en recipientes de cerámica hallados en sitios mexicas, también se han encontrado cuchillos, hoces, raspadores, taladros, navajas para afeitar y puntas de flecha.
Varias minas de obsidiana se encontraban cerca de ciudades prehispánicas en el Valle de México, así como en las montañas al norte del valle, entre ellas la Sierra de las Navajas, nombrada así por su riqueza en obsidiana. En una talla de Chichén Itzá, se observa un posible ancestro del macuahuitl como un garrote o mandoble con hojas separadas que salen de cada lado. En un mural, un guerrero tiene un arma con muchas hojas en un lado y una punta afilada en el otro, un posible ancestro de este.

## Efectividad

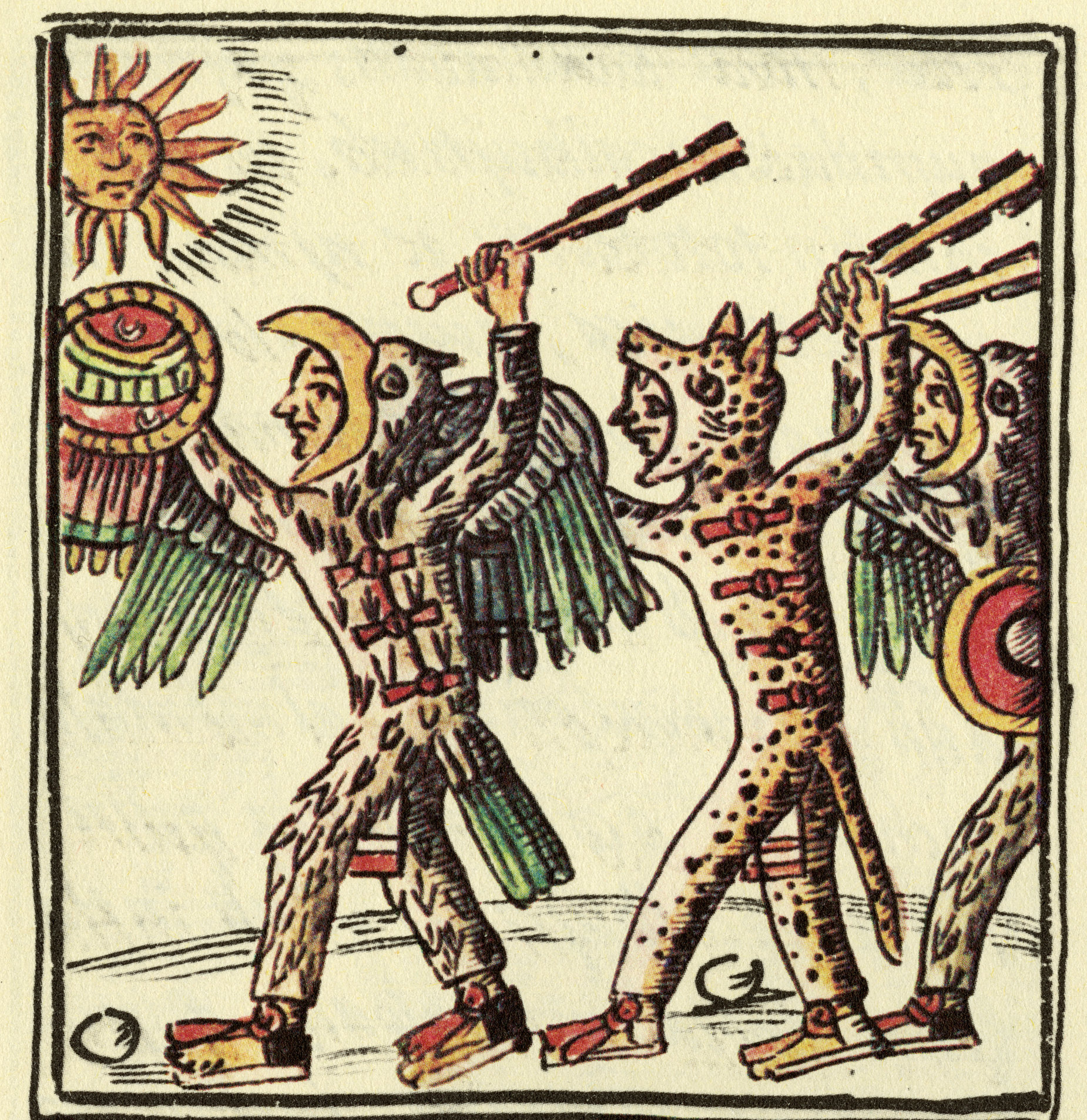
Este dibujo, del siglo en el Códice Florentino, muestra guerreros mexicas con macuahuitl.

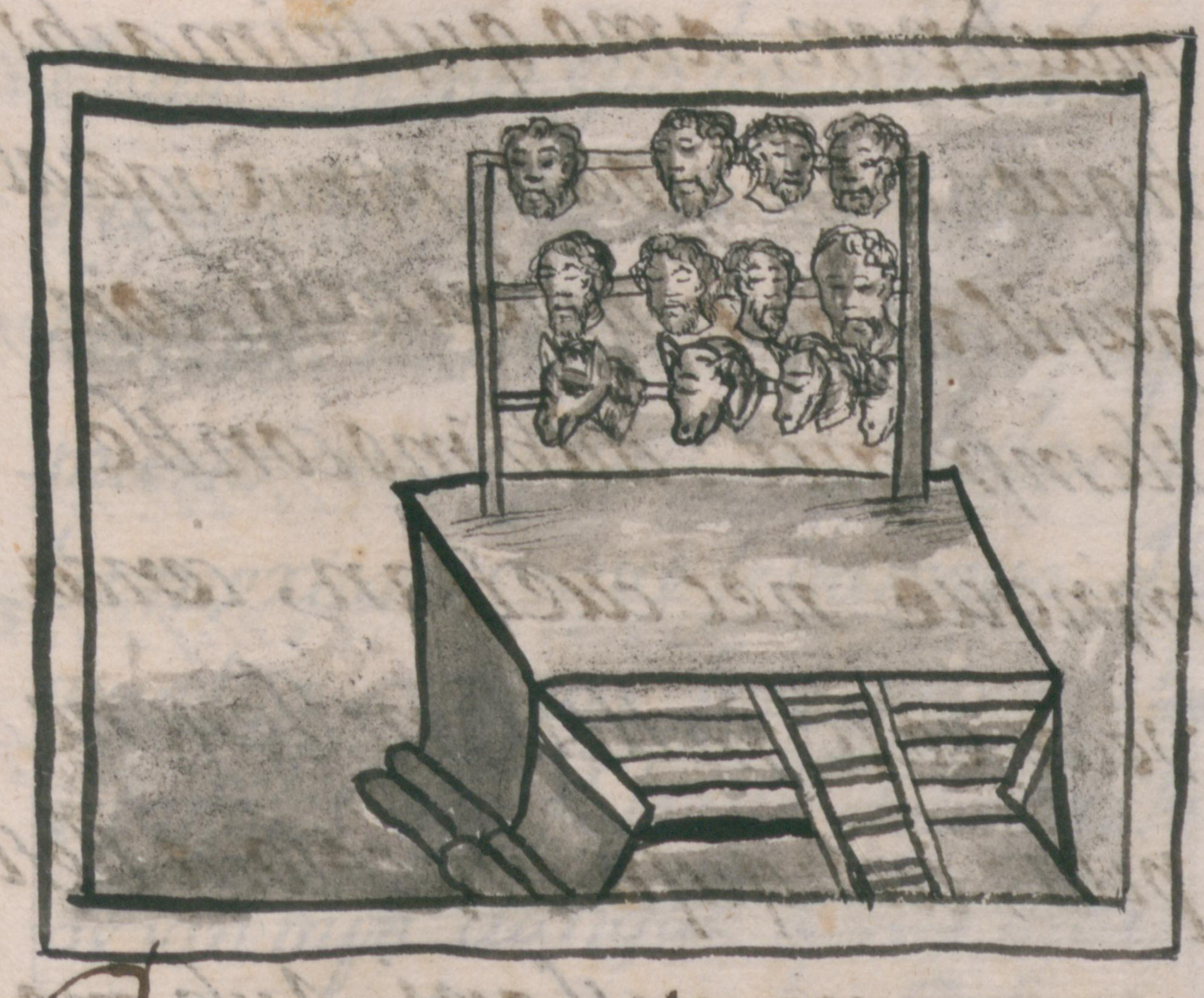
Líbro número doce del Códice Florentino muestra las cabezas decapitadas de soldados españoles y sus caballos perchadas en un tzompantli frente el templo de Huitzilopochtli.

El macuahuitl era lo suficientemente afilado para decapitar a un hombre, de acuerdo con un relato de Bernal Díaz del Castillo, uno de los conquistadores de Hernán Cortés, e incluso podía decapitar a un caballo, tal como da fe el siguiente testimonio español:

Pedro de Morón era muy buen jinete, y cuando él y otros tres jinetes atacaron las filas de los enemigos, los indios se apoderaron de su lanza y él no pudo recuperarla, y otros lo hirieron con sus espadas gravemente, y luego atacaron a la yegua, y le cortaron la cabeza en el cuello hasta que colgaba de la piel, y cayó muerta.

Otra cuenta por un compañero de Cortés conocido como El Conquistador Anónimo cuenta una historia similar de su eficacia:

«Ellos tienen espadas de este tipo - de madera hecha como una espada de dos manos, pero con la empuñadura no tan larga, unos tres dedos de ancho. Los bordes tienen ranuras, y en las ranuras se insertan cuchillos de piedra, que cortan como una cuchilla de Toledo. Vi un día, a un indio peleando con un hombre a caballo, y el indio dio el caballo de su antagonista tal golpe en el pecho que lo abrió a las entrañas, y cayó muerto en el acto. Y el mismo día vi a otro indio dar a otro caballo un golpe en el cuello, que lo extendió muerto en su hazaña.»
"Armas ofensivas y defensivas" (pág.23)

Otro relato de Francisco de Aguilar decía:

«Ellos usan... garrotes y espadas y un gran número de arcos y flechas... Uno de los Indios en un solo golpe le abrió todo el cuello al caballo de Cristóbal de Olid, matando al caballo. El indio en el otro lado atacó al segundo jinete y el golpe corto a través de la cuartilla del caballo, con lo cual este caballo también cayó muerto.
»Tan pronto como el centinela dio la alarma, todos salieron corriendo con sus armas para emboscarnos, nos siguieron con gran furia, disparando flechas, lanzas y piedras, y nos hirieron con sus espadas. Aquí muchos españoles cayeron, algunos muertos y algunos heridos, y otros sin ningún tipo de lesión que se desmayaron del susto.»
Los Conquistadores (págs. 139-40).

José de Acosta comenta en su libro Historia natural y moral de las Indias:

«Sus armas eran unas navajas agudas de pedernales puestas de una parte y de otra de un bastón, y era esta arma tan furiosa, que afirman, que de un golpe echaban con ella la cabeza de un caballo abajo, cortando toda la cerviz.»
Padre Acosta. "Historia natural y moral de las Indias", libro sexto, capítulo 26

Así mismo, el macuahuitl tenía también algunos inconvenientes. Se necesita más tiempo para levantarlo y manejarlo por su peso que para apuñalar con una espada, y se necesita más espacio, así que los guerreros avanzaban en formaciones sueltas.

## Arqueología experimental

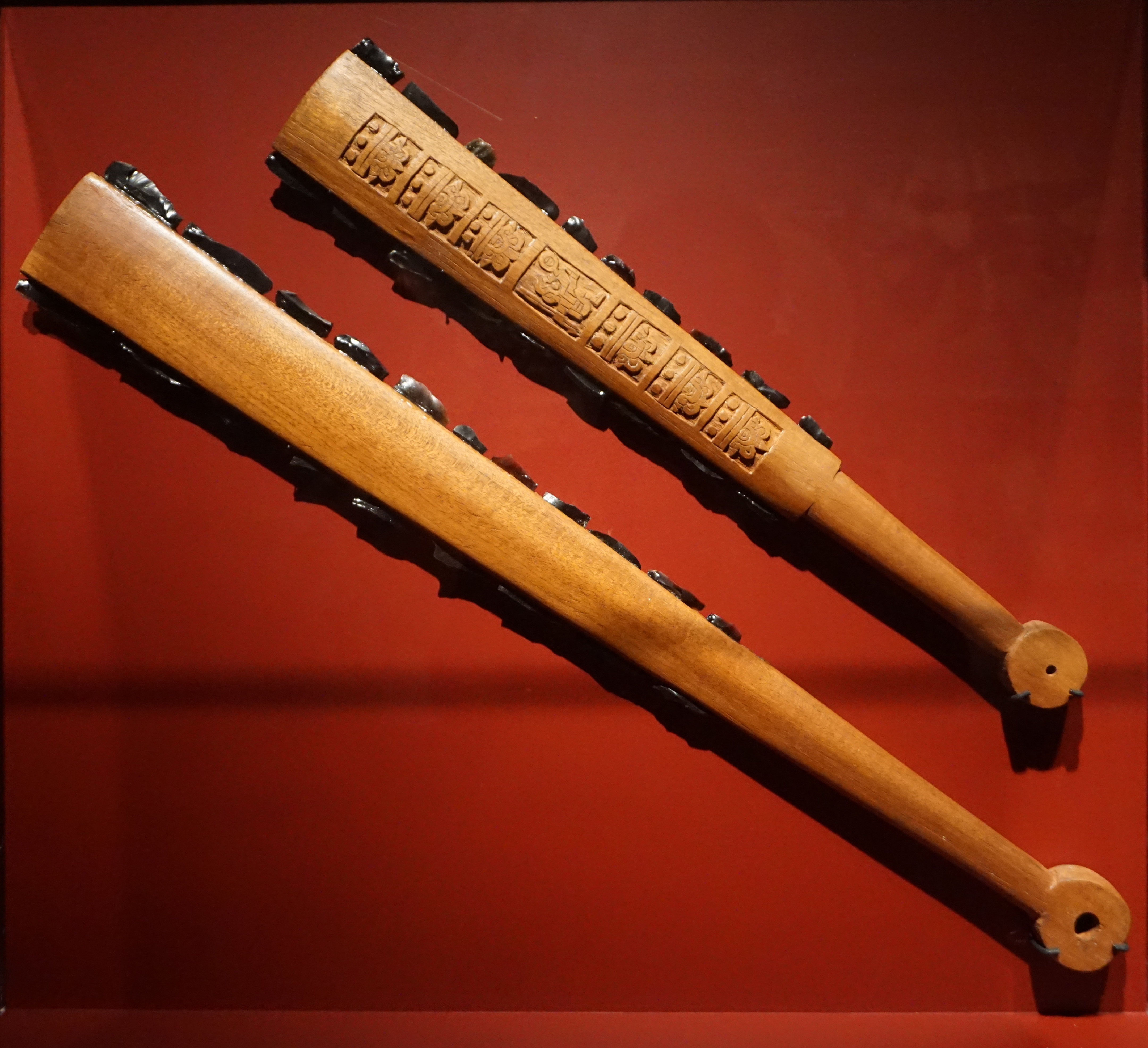
Macuahuitl, espada de obsidiana azteca. Recreaciones realizadas en 2019 por el etnohistoriadorJosé Antonio Casanova Meneses del INAH basándose en dibujos encontrados en códices y descripciones en español.

- Se han construido y probado réplicas del macuahuitl contra costados de res para documentales de History Channel y Discovery Channel,[17] los cuales demuestran la efectividad del arma. En el show de History Channel Warriors, el operador de fuerzas especiales y artista marcial Terry Schappert se hirió al esgrimir el macuahuitl en el anverso de su pierna izquierda como resultado de un movimiento de vuelta en retroceso, por lo cual respondió: " Creo que necesitaré suturas, es profundo".[18] En el ejemplar utilizado en el experimento de Discovery Channel se puede observar que las navajas no están espaciadas, lo cual es consistente con la imagen del último macuahuitl auténtico. Esto permite que el arma realmente pueda utilizarse a modo de espada, especialmente tomando en cuenta que el perfil transversal es delgado como un remo, reduciendo así la resistencia al corte.

- Para el programa de realidad de Spike TV Deadliest Warrior, una réplica fue creada y probada contra un modelo de la cabeza de un caballo (creada con el esqueleto de un caballo y gel balístico). El actor y artista marcial Éder Saúl López fue capaz de decapitar el modelo, pero necesitó tres golpes. Fue más eficaz cuando se golpeaba y luego arrastró hacia atrás, creando un movimiento de sierra.[19] Esto pudo deberse a las navajas pobremente labradas utilizadas en el arma, en comparación con las hojas líticas de obsidiana más finamente hechas como en el espécimen de la Armería de Madrid.[20] En este ejemplar se observa que las navajas estaban ampliamente espaciadas, lo cual no permite tener un filo continuo, además la base de madera era gruesa y tenía un perfil rectangular, cosa que limita cualquier corte a la profundidad de la navaja expuesta. Estos dos factores combinados impiden por completo que esta reproducción se utilice correctamente como una espada.

- El arqueólogo Marco Antonio Cervera Obregón y su equipo realizaron un experimento en el año 2007. Basados en ilustraciones del Códice Florentino recrearon un macuahuitl usando madera de encino y obsidiana de la Sierra de las navajas. El experimento consistió en golpear una pierna de cerdo para conocer el grado de lesión que pudo causar el arma y su resistencia al impacto. Las conclusiones fueron que, de haber sido hechos los macuahuitl con madera de encino, habrían sido poco maniobrables, pero con gran fuerza de golpe, y las navajas de obsidiana habrían tendido a quebrarse, por lo que las unidades militares posiblemente llevaban consigo navajas de repuesto, sin embargo, cuando las navajas se resquebrajan en la carne, quedan incrustadas en la carne microlascas que habrían dificultado la cicatrización de las heridas.[21][22]

## Galería

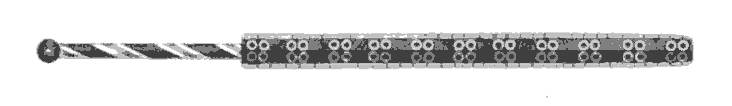
Macuahuitl (arma blanca mesoamericana de cuerpo a cuerpo) destruido durante el incendio de la Real Armería de Madrid en 1884.
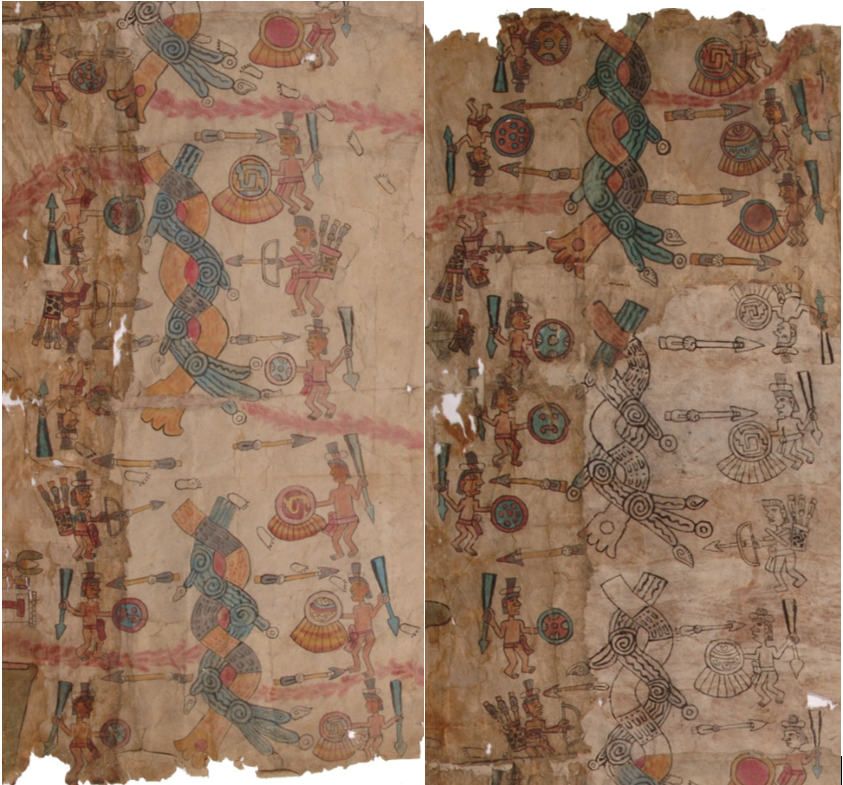
Batalla entre otomíes portando macuahuitl azules, Códice de Huamantla.